# Andrea Pisano
Andrea Pisano, vero nome Andrea d'Ugolino da Pontedera (Pontedera, 1290 circa – Orvieto, 1348 o 1349), è stato uno scultore e architetto italiano.

## Biografia e opere
Vasari lo fa nascere intorno al 1270, forse per farne un coetaneo e alter ego di Giotto nella scultura: dai documenti certi risulta che Andrea era figlio del notaio Ugolino di Nino che esercitava nella cittadina di Pontedera, presso Pisa, e che dunque com'era consuetudine viene citato con l'appellativo della città in cui operava, ma di cui non si conosce la città di origine. Nei documenti Andrea si definisce sempre "de Pisis" (= da Pisa o pisano). Nacque forse intorno al 1290 e si formò probabilmente nelle botteghe di orafi e scultori della Pisa del tempo dominate dalla scultura di Giovanni Pisano. La prima opera che gli è attribuita è un Crocifisso in argento del duomo di Massa Marittima firmato da "Meus et Gaddus Ceo Andreasque magistri Pisis". Come altri artisti del suo tempo, esplorò anche la scultura, utilizzando materiali come bronzo, pietra e legno, e si dedicò all’architettura.

### A Firenze
Per le sue competenze nell'ambito della lavorazione dei metalli e nella fusione sarebbe quindi stato chiamato a Firenze, dove Vasari gli attribuisce il tabernacolo con San Giovanni e due angeli nel Battistero e alcune delle statue in marmo della facciata della cattedrale di Santa Maria del Fiore: in quel grande e innovativo cantiere di architettura e di scultura Andrea affinò la sua cultura con l'incontro dell'opera di Giotto di cui fu a lungo collaboratore.

#### La porta del Battistero di San Giovanni
La prima commissione importante fu la porta bronzea per il Battistero di Firenze (1330-1336), per la cui realizzazione sostituì l'orefice Piero di Jacopo, che si era recato già a Pisa a studiare le porte di Bonanno Pisano e a Venezia in cerca di artigiani del bronzo capaci di raddrizzare gli stipiti già fusi con vari difetti.
Andrea Pisano creò le due massicce porte bronzee decorate da 28 pannelli con Storie di San Giovanni Battista e, nella parte bassa, le Virtù. Fu il primo ad usare la cornice mistilinea a quadrilobo, formata da una losanga (un quadrato piegato a 45°) su ciascun lato della quale si apre un semicerchio. Vi dispose varie scene con una tensione tra linee dritte e oblique tipicamente gotica. Tra gli episodi più notevoli è la Sepoltura del corpo del Battista, dove i panneggi sono particolarmente realistici. La porta di Andrea Pisano un tempo si trovava di faccia al Duomo e venne poi spostata sul lato sud quando Lorenzo Ghiberti terminò la Porta del Paradiso. Nella porte si firma "ANDREA UGOLINI NINI DE PISIS"

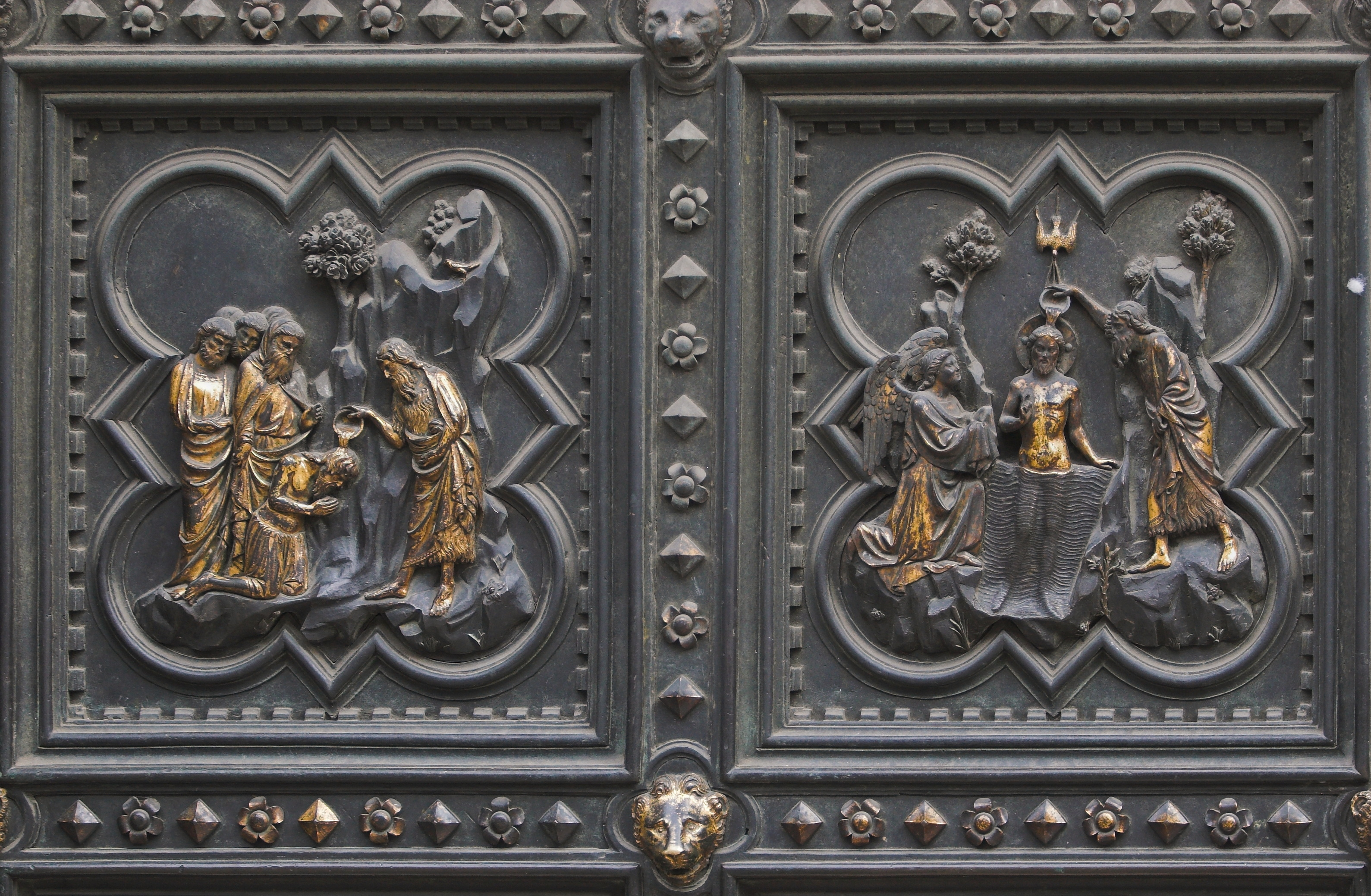
Giovanni battezza e il Battesimo di Cristo
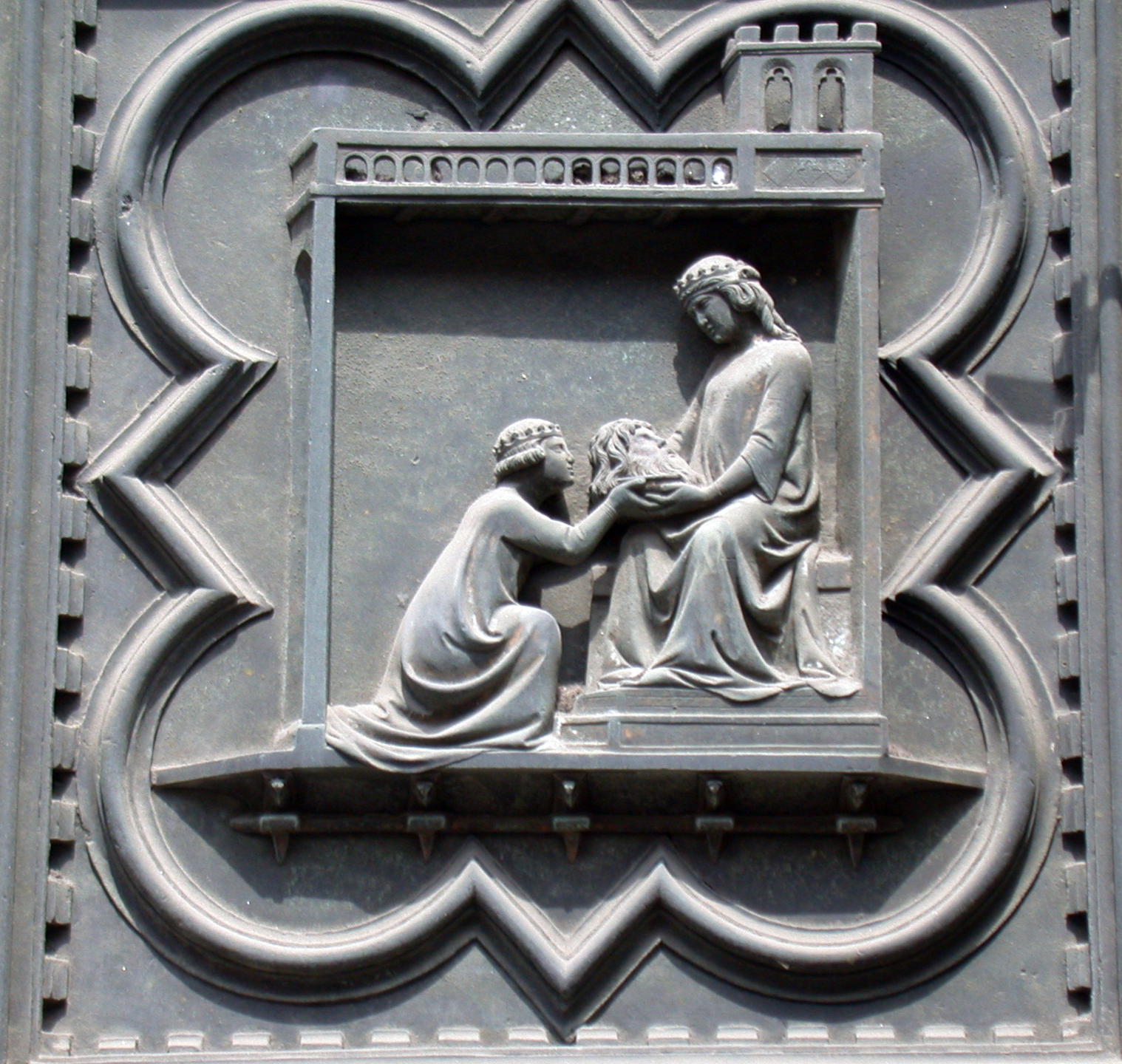
Salomè con la testa del Battista
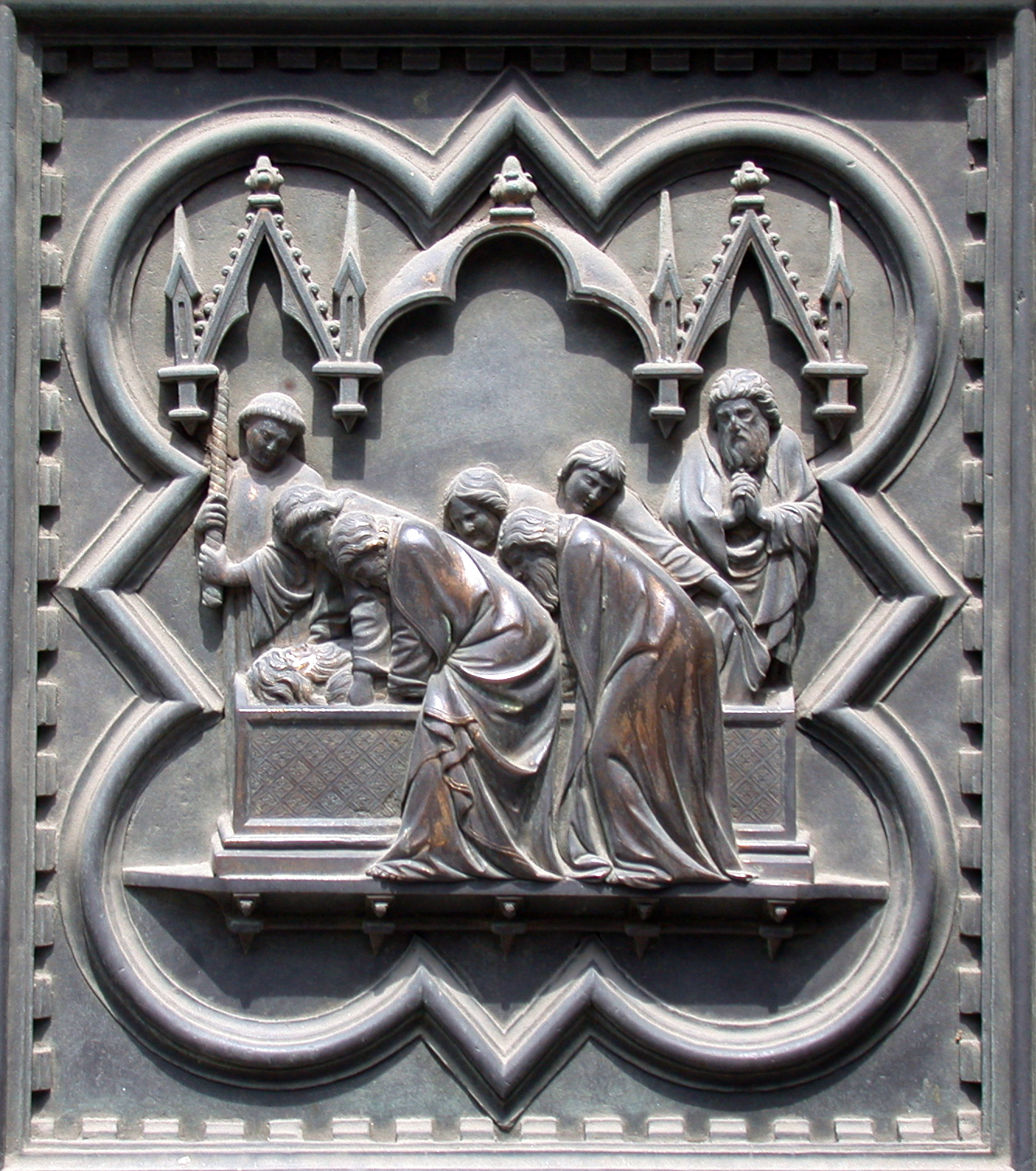
Sepoltura del corpo del Battista
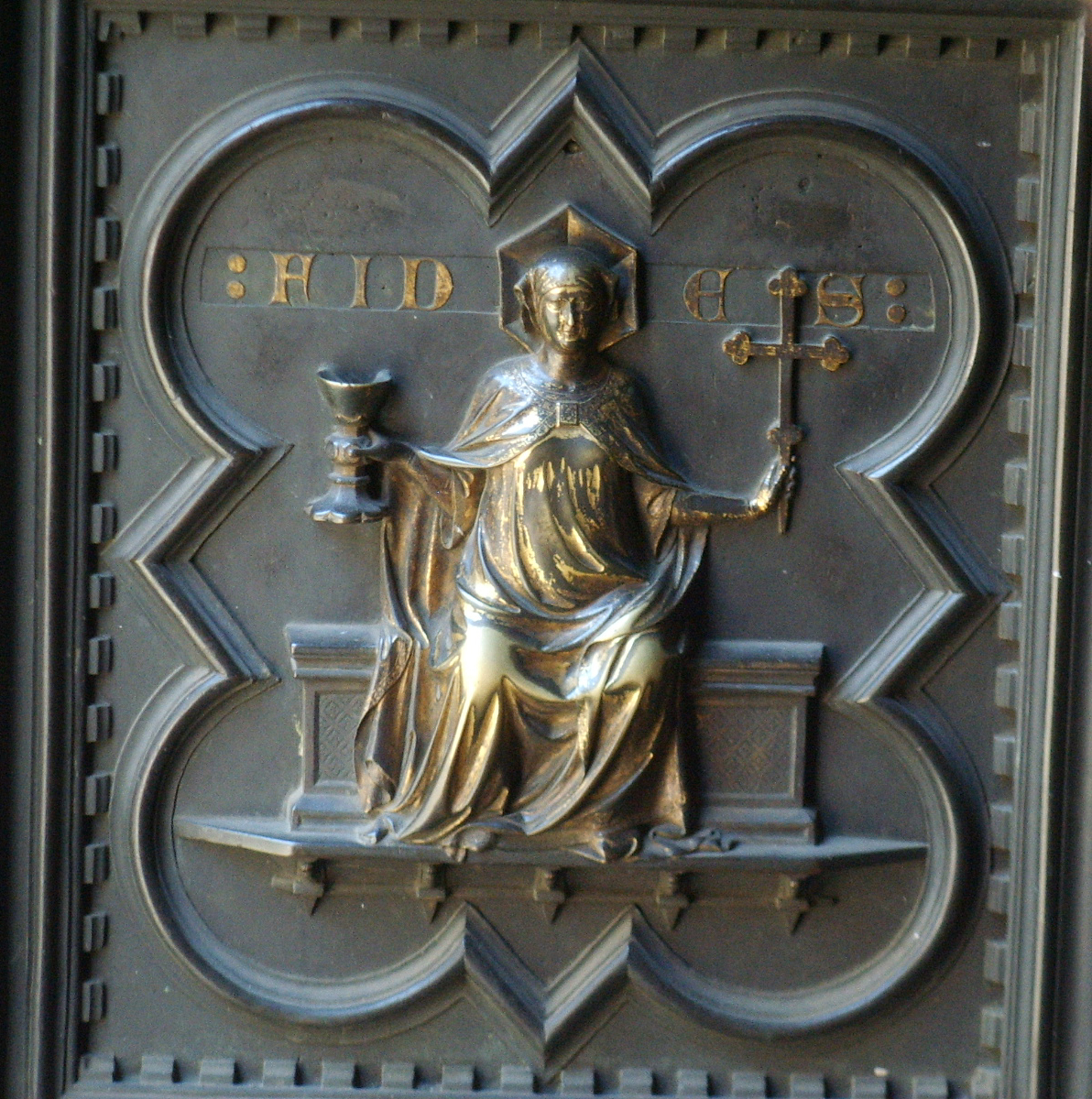
Le Virtù: la Fede

#### I rilievi del Campanile di Giotto
Nel frattempo era stato ingaggiato a fianco di Giotto per le decorazioni scultoree al Campanile di Santa Maria del Fiore, del quale divenne sovrintendente dopo la morte del maestro (1337) e fino al 1348. Scolpì numerosi rilievi per il basamento, forse ispirati dallo stesso Giotto, che mostrano una ricerca spaziale tipicamente giottesca. Il ciclo aggiornò il repertorio enciclopedico di epoca gotica alla realtà fiorentina, con formelle dedicate alle attività economiche della città.
I temi scolpiti sono il Peccato originale, le Virtù, le Arti liberali, i Pianeti, i Sacramenti e per la prima volta le Arti meccaniche, dove sono raffigurate scene di lavoro legate alle arti di Firenze, prima fra tutte l'Arte della Lana (con il rilievo della Tessitura) finanziatrice del progetto. Tra queste arti Andrea collocò anche Pittura, Scultura e Architettura, a testimoniare il riconoscimento sociale raggiunto anche dalle attività artistiche.

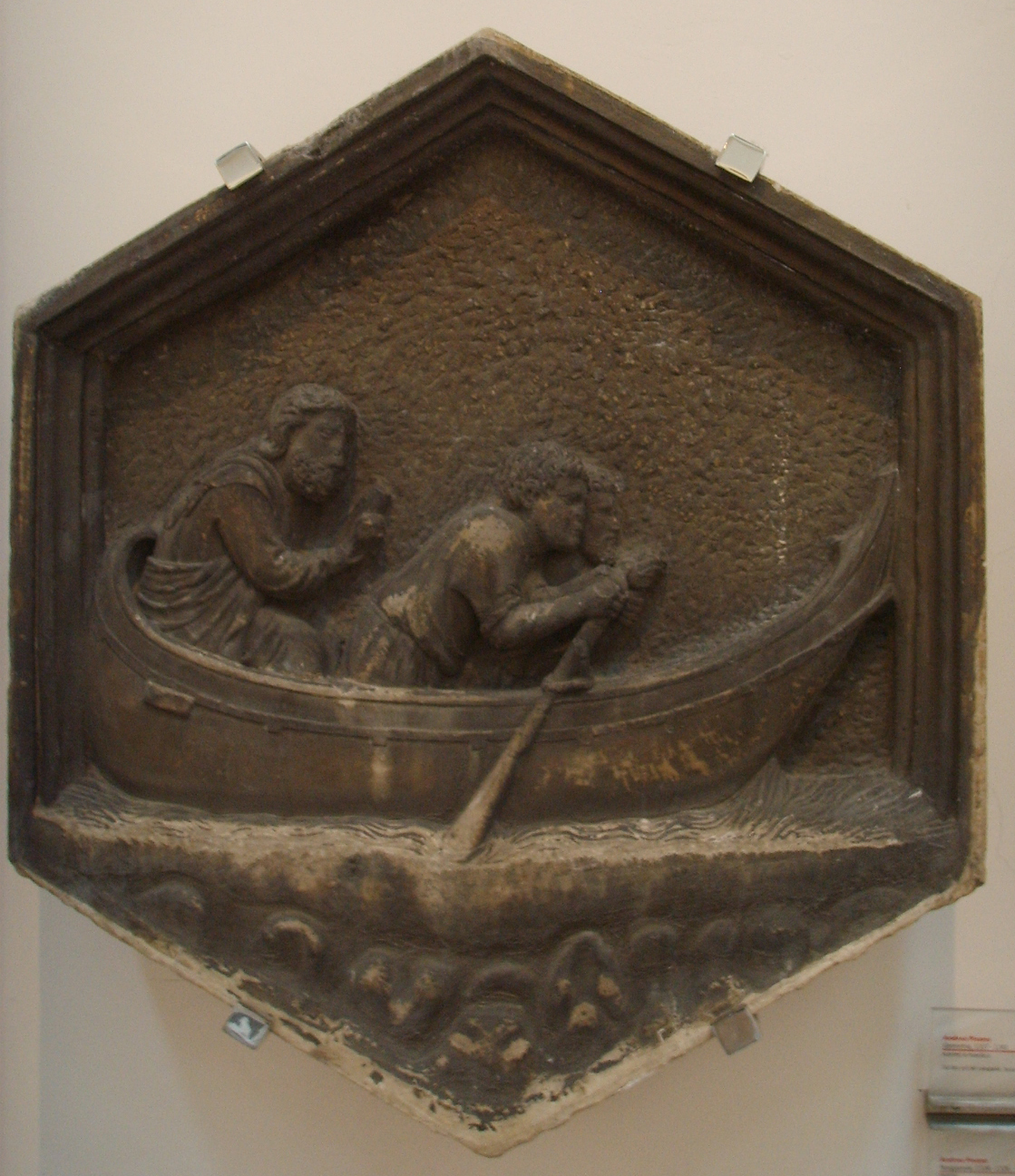
L'arte della navigazione a remi
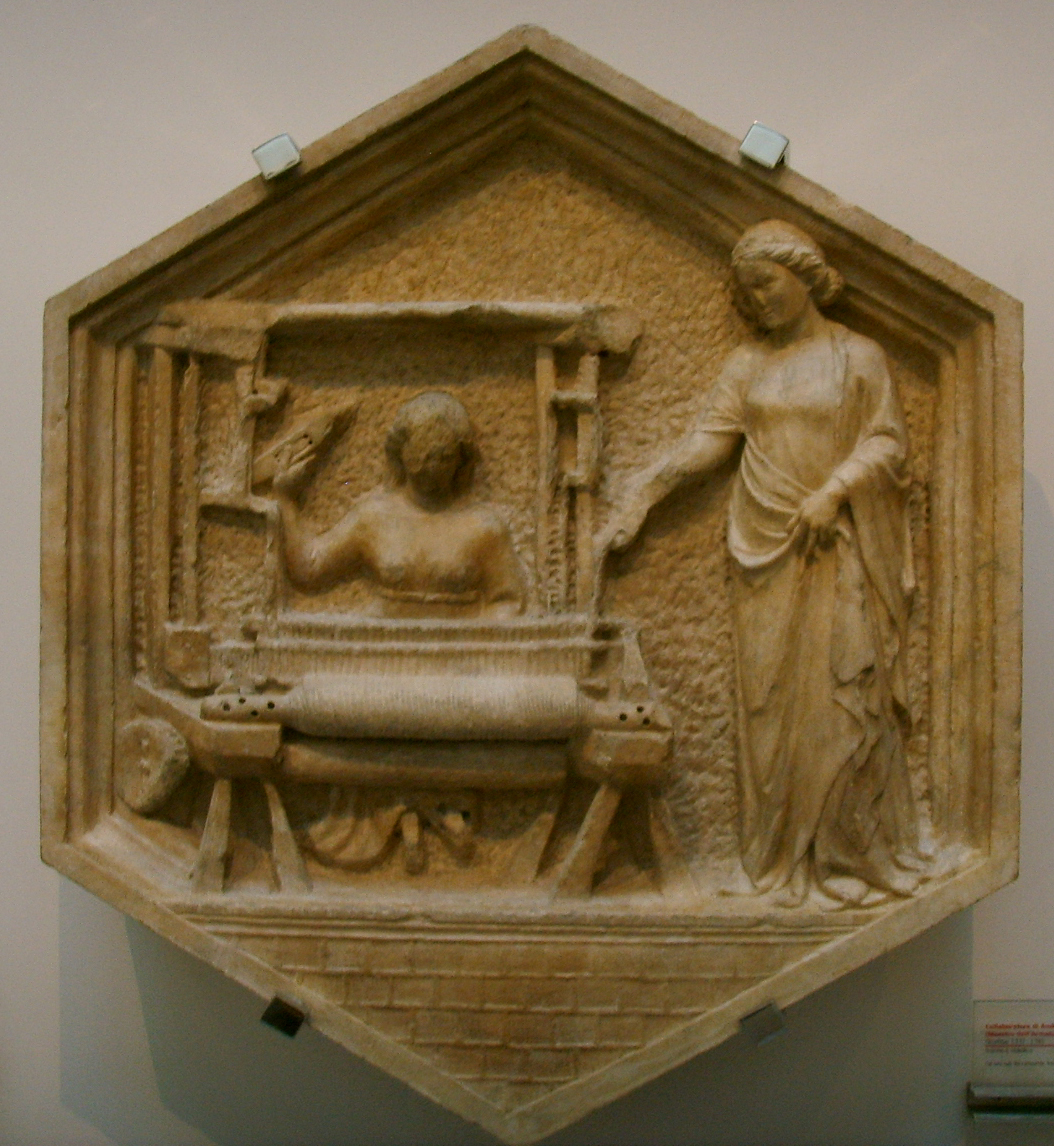
L'arte della tessitura
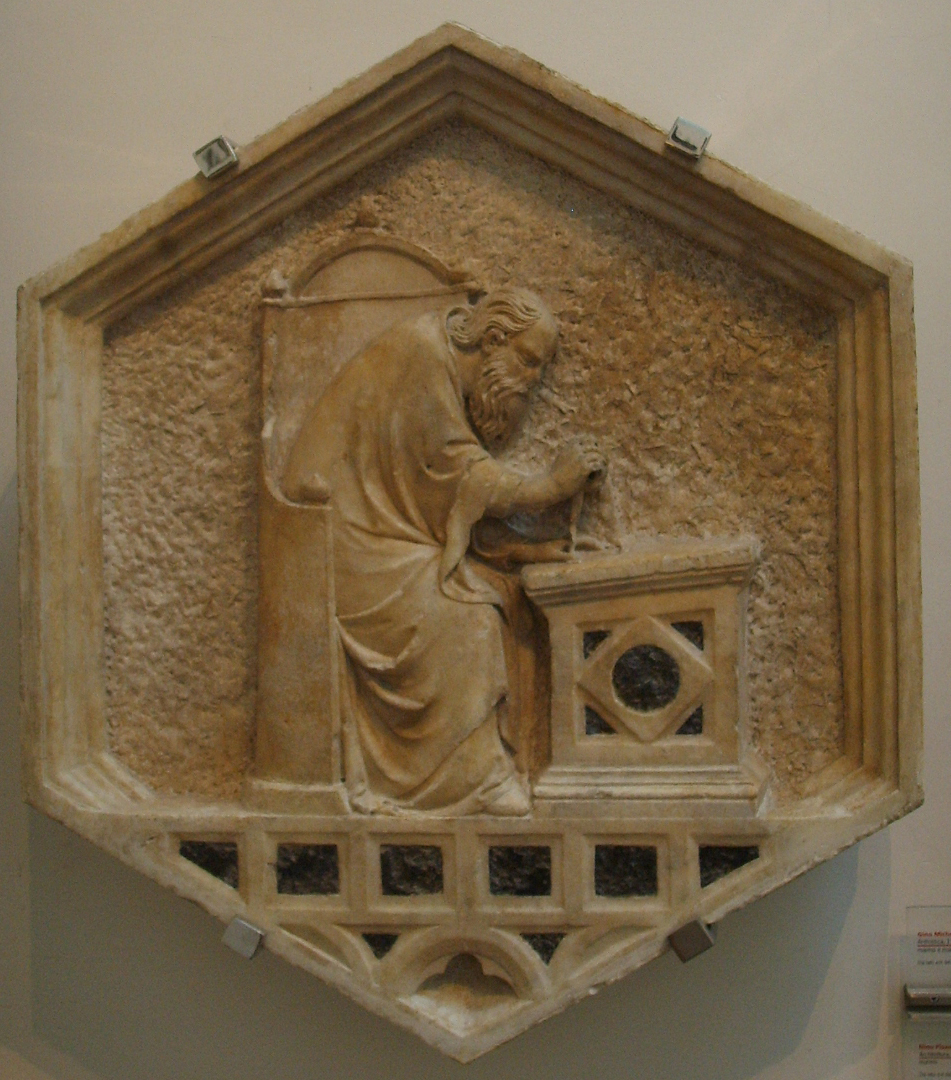
L'architettura

Per l'interno del Battistero eseguì anche piccole sculture marmoree (Cristo e Santa Reparata), mentre per il campanile eseguì i rilievi a tutto tondo con i re David e Salomone, i Profeti e le Sibille. Le formelle romboidali con le Virtù e le arti e la lunetta con la madonna col Bambino conservano anche la decorazione a smalti azzurri del fondo.

### A Pisa
Dopo la morte di Giotto proseguì da solo nella conduzione del cantiere del campanile da cui si narra sia stato allontanato "per un lavorio che mosse vano". Andrea tornò a Pisa dove esegui, con il suo atelier in cui come a Firenze erano attivi i figli Nino e Tommaso, il monumento funebre per l'Arcivescovo Simone Saltarelli nella Chiesa di Santa Caterina e un'imponente struttura a edicola sviluppata su vari livelli  (oggi quattro per i danni di un incendio seicentesco) (Madonna con Bambino e Angeli, Santi e Angeli in gloria, l'Arcivescovo giacente e angeli reggicortina, Storie della vita dell'Arcivescovo) dalle forme gotiche, in marmo con policromie e dorature. A Pisa, anche secondo Lorenzo Ghiberti, avviò anche un'intensa campagna di lavori nel piccolo oratorio di Santa Maria della Spina. La bottega di Andrea Pisano, situata probabilmente nei pressi dell'antica chiesa di San Lorenzo alla Rivolta (dove ora sorge la fontana nell'ottocentesca Piazza Martiri della Libertà), fu molto attiva nella repubblica marinara, dove eseguì la lunetta di San Martino e il Povero per la Chiesa di San Martino di cui forse elaborò anche il progetto architettonico di ampliamento nelle forme esterne attuali;  alla prima fase dopo il suo ritorno a Pisa risale anche la grande Madonna con Bambino della facciata della Cattedrale, una monumentale statua di oltre due metri e mezzo, incredibilmente rifinita e curata nelle pieghe di panneggio e nelle espressioni, pur essendo concepita per essere osservata da una distanza di 50 metri.

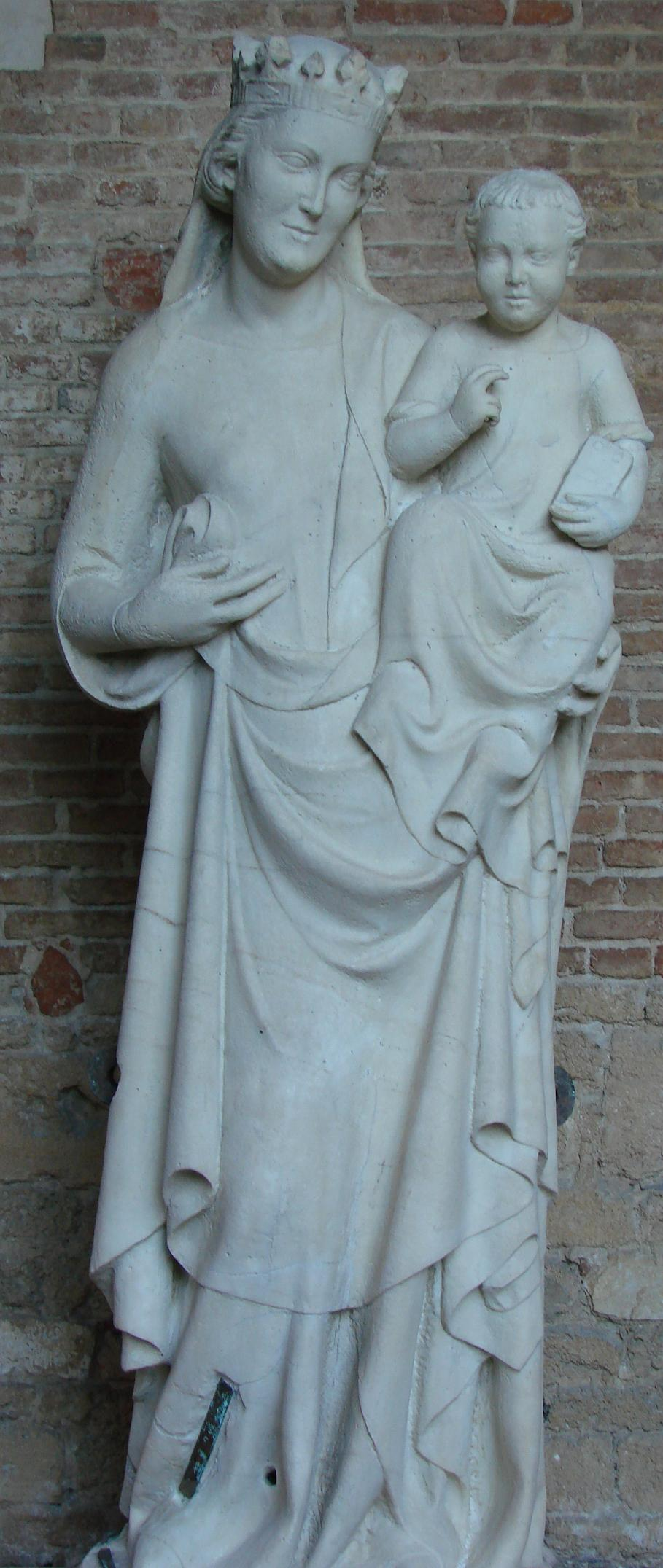
Madonna con Bambino, dalla facciata della Cattedrale di Pisa
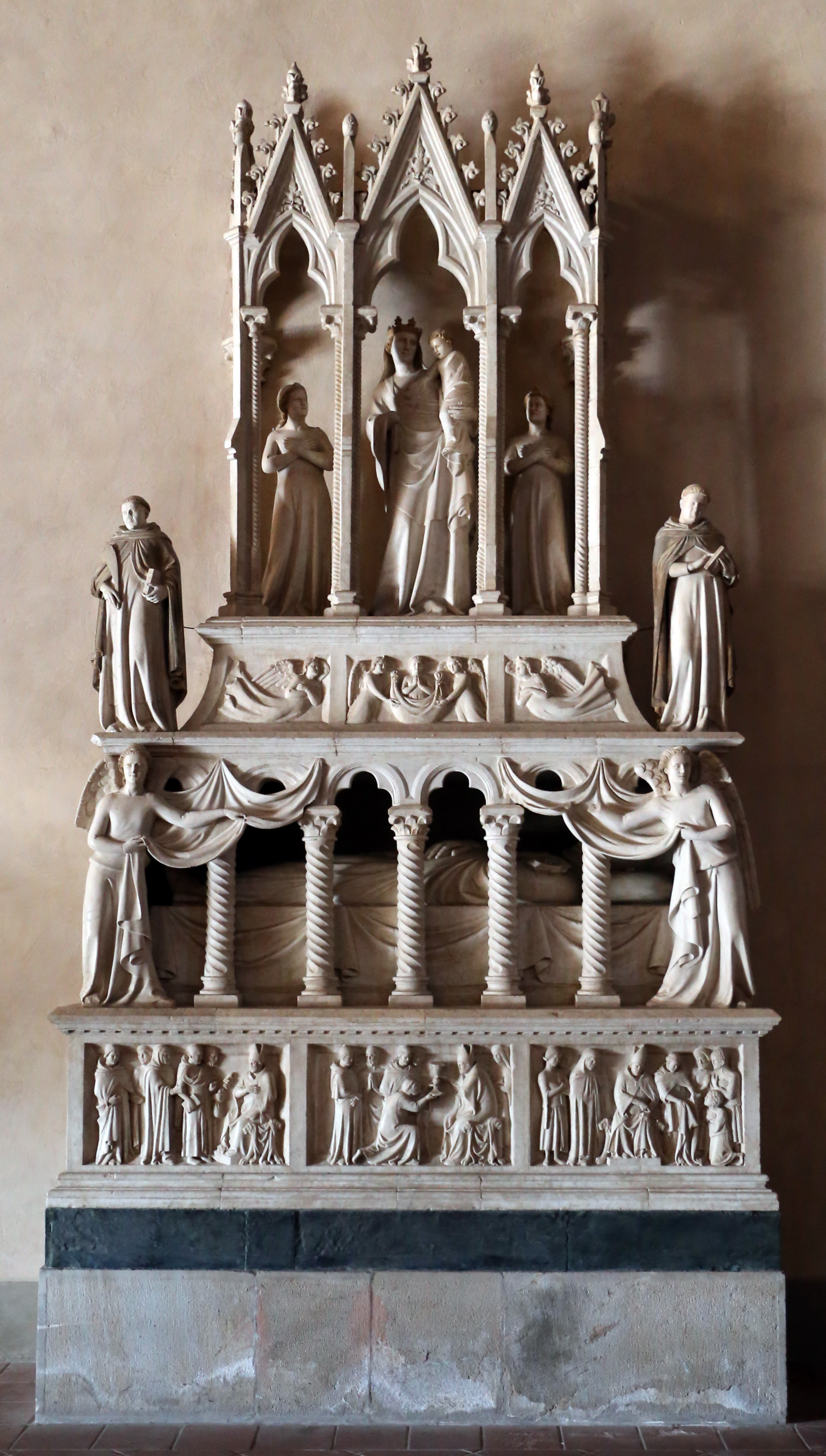
Monumento per Arcivescovo Saltarelli, nella chiesa di Santa Caterina

#### La chiesa di Santa Maria della Spina di Pisa
Per la chiesa di Santa Maria della Spina eseguì insieme al figlio Nino alcuni lavori di consolidamento e di abbellimento, edificando le tre guglie sopra l'altare maggiore, ma soprattutto le quattro statue presenti all'interno del piccolo oratorio: la Madonna della Rosa, San Pietro, San Giovanni Battista e la famosa Madonna del Latte, capolavori in marmo un tempo policromate in varie parti e dorate, tra i maggiori dell'arte trecentesca europea. Con queste statue, in cui collabora forse pariteticamente col figlio Nino, Andrea anticipa di cinquant'anni l'Umanesimo, riuscendo perfettamente a trovare un originale equilibrio tra l'arte classica, rinnovata a Pisa grazie al maestro Nicola Pisano, e la finissima arte gotico-francese, magistralmente rielaborata da Giovanni Pisano circa quarant'anni prima.

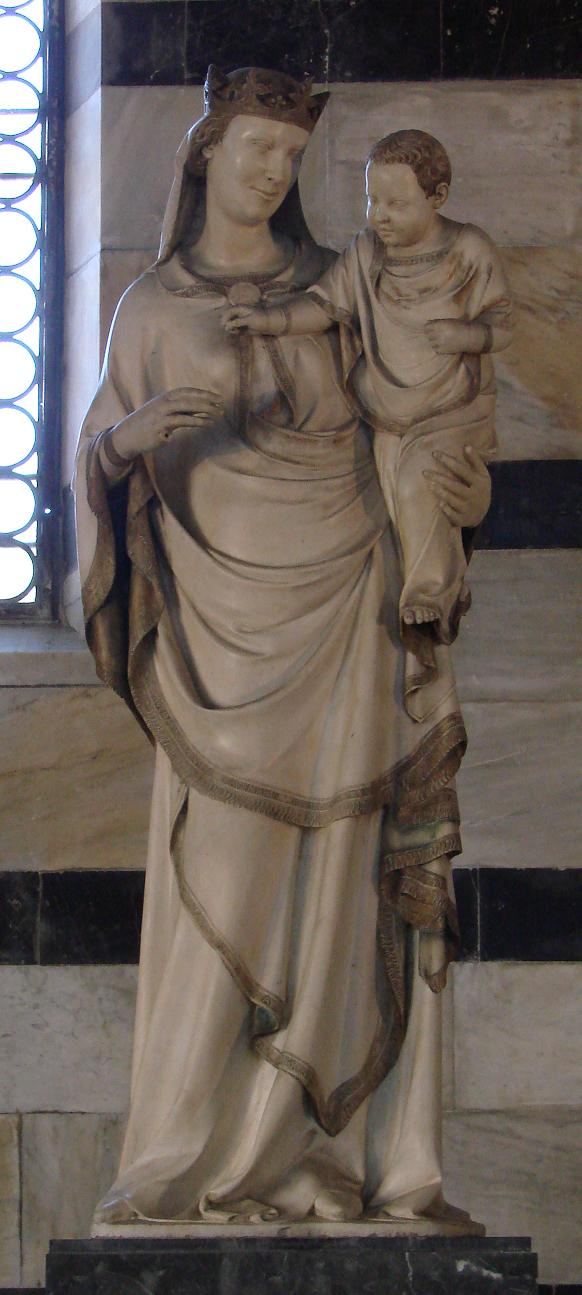
Madonna della Rosa
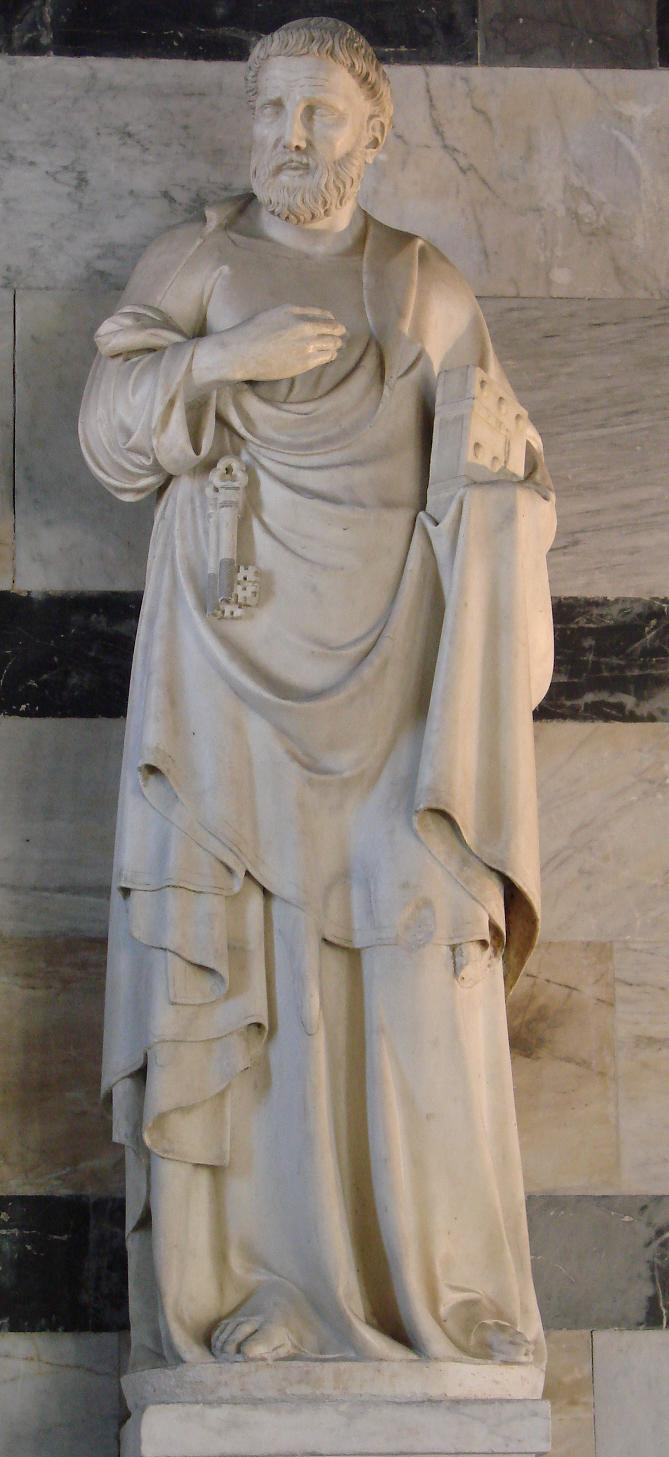
San Pietro
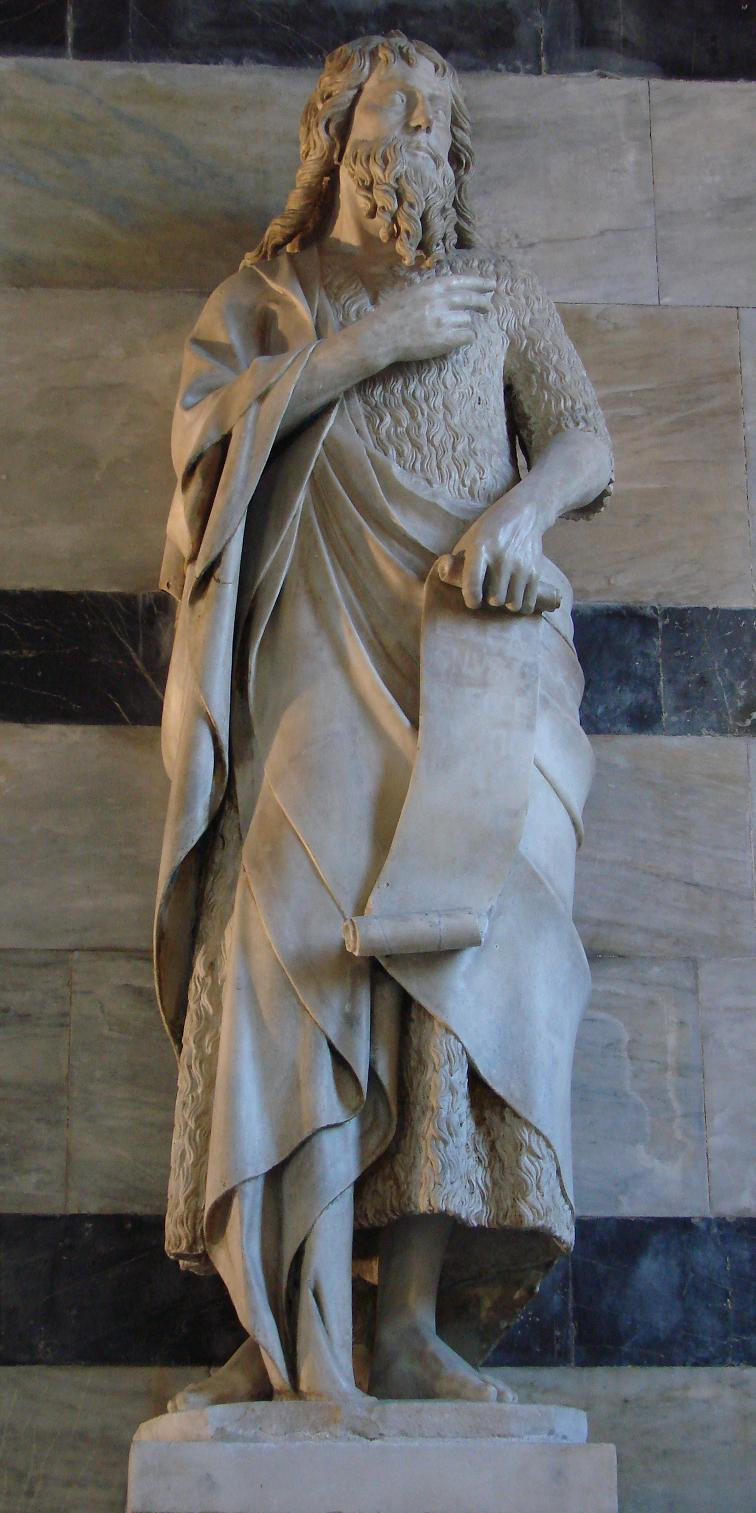
San Giovanni Battista

### A Orvieto
Nel 1347 Andrea venne nominato capomastro del Duomo di Orvieto, anche se non sappiamo esattamente se lasciò Pisa per stabilirsi definitivamente nella città umbra. Con tuttà probabilità la sua bottega rimase a Pisa, dalla quale si fece spedire dei blocchi di marmo semilavorati per farne una Maestà per ricavarne i due Angeli, ora nel Museo dell'Opera del Duomo, ma destinati alla lunetta sovrastante il portale maggiore della Cattedrale. In questa città trovò forse la morte per l'ondata di peste che dilagò in Europa. Già nel 1349 la carica di capomastro passava al figlio Nino e di Andrea non si hanno più notizie. Probabilmente fu portato a Firenze l'anno successivo e lì viene seppellito, all'interno della Cattedrale di Santa Maria del Fiore.

## Discepoli
Fu capostipite di una scuola della quale i figli Nino Pisano e Tommaso Pisano furono discepoli e scultori eccellenti. Alla sua bottega probabilmente si formò anche Giovanni di Balduccio.

## Omaggi
- A Pontedera è collocata una statua in bronzo che lo ricorda, al centro della piazza che da lui prende il nome. All'artista è anche intitolato il locale liceo classico.